# Sacra Famiglia (El Greco Museo de Santa Cruz)
La Sacra Famiglia è un dipinto a olio su tela del pittore El Greco databile tra il 1586 e il 1588 e creato nel suo periodo tolentiano; è esposto nella collezione del Museo de Santa Cruz di Toledo.

## Analisi
La Sacra Famiglia è uno dei temi più comuni delle opere del El Greco. Qui viene rappresentata Maria Vergine con in braccio Gesù bambino, san Giuseppe, sant'Anna e san Giovanni Battista. Nello sfondo è presente delle nuvole che El Greco utilizza per dare un'aria di spiritualità alla sua composizione. 
L'illuminazione manierista ricorda il suo periodo veneziano, mentre i volti dei personaggi mostrano un insolito naturalismo.